# Chráněná krajinná oblast Kokořínsko – Máchův kraj
Chráněná krajinná oblast Kokořínsko – Máchův kraj (CHKO Kokořínsko – Máchův kraj), původně jen Chráněná krajinná oblast Kokořínsko, je chráněná krajinná oblast v Česku. Vyhlášena byla 12. dubna 1976. Správa CHKO sídlí v Mělníku. Rozloha CHKO činí 410 km², nadmořská výška se pohybuje v rozmezí 174 až 614 metrů, nejvyšším bodem je vrchol Vlhoště.
CHKO Kokořínsko – Máchův kraj byla zřízena v oblasti, která se v minulosti nazývala Polomené hory, Dubské skály či Dubské Švýcarsko (Daubaer Schweiz). K 1. září 2014 byla CHKO rozšířena o svoji druhou, nenavazující část o rozloze 136 km² jménem Máchův kraj, rozkládající se v severovýchodním okolí Máchova jezera.
Chráněná krajinná oblast se rozkládá převážně na území Libereckého a Středočeského kraje, jen malá část na jihozápadě náleží do kraje Ústeckého (okres Litoměřice). Krajina má kaňonovitý charakter, v severní části přechází v pahorkatinu, jsou pro ni typické pískovcové skály, z nichž mnohé vytvářejí rozličné tvary – skalní převisy, drobné jeskyně, výklenky a římsy. Polomené hory podobně jako České středohoří vznikly koncem třetihor, kdy došlo k rozlomení reliéfu a proniknutí čedičového a znělcového magmatu k zemskému povrchu.

## Územní vymezení
Hlavními vstupními branami CHKO Kokořínsko – Máchův kraj jsou města Dubá a Doksy, ležící mezi oběma částmi chráněné krajinné oblasti. Dále pak Mšeno, ležící při jejím jihovýchodním okraji, a Liběchov, ležící nedaleko CHKO směrem k jihozápadu, k nedalekému Mělníku.
Co se starší části CHKO (Kokořínska) týče, nejnavštěvovanější je její jižní část, v kaňonovitém údolí a povodí potoka Pšovky, jejíž nejcennější části včetně postranních roklí a některých skalních komplexů a hřebenů v okolí Kokořína a západně a severně od Mšena jsou zvláště chráněny jako přírodní rezervace Kokořínský důl. Osou jihozápadní části CHKO je potok Liběchovka, jehož údolím po většině délky prochází silnice I/9, turistickými východisky jsou zde například Želízy, Tupadly, Chudolazy nebo Medonosy. V prostoru mezi údolími Liběchovky a Pšovky je několik dolů (kaňonovitých údolí obklopených bloky pískovcových skal), například Zimořský důl, Truskavenský důl, Šemanovický důl, Sitenský důl, Vidimský důl, Hluboký důl, Střezivojický důl a další. Ve východní částí CHKO jsou nejznámějšími dominantami Houska (poblíž pramenů Pšovky) a Vrátenská hora, blíže Dubé pak Vysoký vrch a Korecký vrch. Výběžek CHKO směřuje na severozápad od Dubé, až téměř k hranicím CHKO České středohoří. V této části Kokořínska se nacházejí v nejvzdálenější části dominanty Ronov či Vlhošť, Stříbrný vrch, Husa, blíže Dubé pak Kostelecké bory, Martinské stěny a Čap a západně od Dubé Dubová hora. Tato část chráněné krajinné oblasti má zároveň status evropsky významné lokality, evidované pod názvem Roverské skály.
Pokud jde o novější část chráněné oblasti (Máchův kraj), patří zde mezi hlavní turistické cíle bezesporu okolí Máchova jezera, využívané zejména k rekreačním účelům. Neméně oblíbená je pak zřícenina hradu Bezděz na stejnojmenném kopci, který je svými 606 metry po Vlhošti (614 m) druhým nejvyšším vrchem celé CHKO a představuje tak spolu se svým menším „dvojčetem“ Malým Bezdězem výraznou a nepřehlédnutelnou krajinnou dominantu, již lze za vhodných podmínek zahlédnout z velké části Čech. Vrcholy Bezděz a Malý Bezděz jsou zároveň chráněny jako národní přírodní rezervace. Mezi další pozoruhodná místa patří Hradčanské stěny v centrální části oblasti – rozsáhlé neosídlené území, jemuž dominují pískovcové skály a rokle. Za návštěvu také stojí PP Provodínské kameny s nejvyšším vrcholem Spící pannou (419 m) a zřícenina hradu Jestřebí. Na území CHKO se také nachází velmi významná ornitologická lokalita Novozámecký rybník.
I v bezprostředním okolí CHKO se nachází nespočet atraktivních míst: zříceniny Helfenburk, Chudý hrádek a Starý Berštejn, malebný kaňon Peklo u České Lípy, Čertovy hlavy u Želíz, hora Ralsko a mnohé další.
Území CHKO patří též mezi významné horolezecké lokality. Například jen v oblasti Dubských skal bylo popsáno 1221 pískovcových skalních masívů a věží.

## Vznik a popis krajiny
V třetihorách došlo na mnoha místech k průnikům sopečných vyvřelin (čedič, znělce, trachyty a jiné) které tvoří vrcholky v krajině. Působením erozních vlivů byla pískovcová tabule rozčleněna nejprve erozními rýhami a postupně hlubokými roklemi a údolími. Obnažené skalní stěny podléhají selektivnímu větrání za vzniku drobných reliéfních tvarů jako například voštiny, skalní římsy a lišty, skalní okna, výklenky a jeskyně, vzácněji škrapy. V pískovcích o nestejné odolnosti se objevují známé pokličky. Údolí jsou většinou bezvodá, jedinými většími stálými toky jsou potoky Pšovka, Liběchovka, Dolský potok a řeka Ploučnice protékající severovýchodním okrajem území.
Botanicky je CHKO zajímavá především díky inverzním polohám, kdy v údolích rostou vlhkomilné a podhorské rostliny a na výše položených polohách potkáme spíše druhy teplomilné a suchomilné. Z ptáků v údolích hnízdí některé druhy sov, zejména pak výr velký a v poslední době se rozšířil krkavec velký.
V září 2014 zachytily fotokamery na území CHKO mládě vlka obecného, což dokládá opětovné rozmnožování vlka obecného na území Česka. Jen v průběhu října 2015 zachytily fotopasti vlky v oblasti národní přírodní rezervace Břehyně – Pecopala severně od Máchova jezera a Břehyňského rybníka více než dvěstěkrát, přičemž na několika záznamech bylo najednou vyfotografováno pět zvířat najednou. V březnu roku 2018 se podařilo vyfotografovat vlka v jižní části CHKO Kokořínsko – Máchův kraj, ve větší vzdálenosti od dosavadního místa výskytu.
Z hlediska lidové architektury je zde zachována řada malebných obcí s roubenými a hrázděnými domy. Mnohé výklenky v poměrně měkkém pískovci byly v minulých dobách upraveny ve skalní byty, které však již byly opuštěny a chátrají. Příkladem tohoto obydlí může být skalní byt ve Lhotce u Mělníka (mimo hranice CHKO), který je ve správě Regionálního muzea Mělník a přístupný turistům. Oblast je především využívána k chalupářské rekreaci. Dominantou Kokořínska je hrad Kokořín.

## Historie a sídlo CHKO

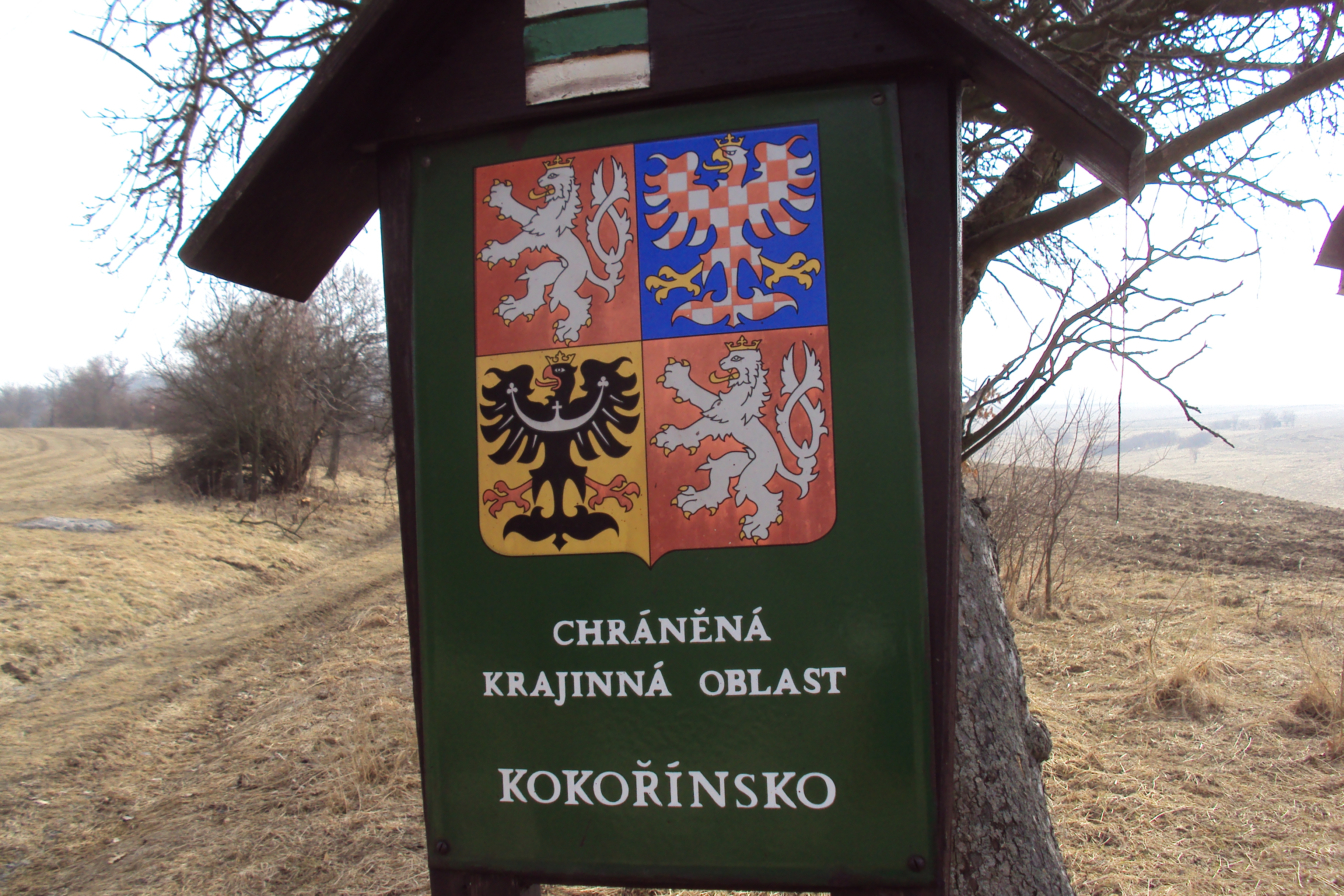
Tabule, označující hranice CHKO

Oblast je vyhledávaná českými i německými turisty (do druhé světové války byla oblast německojazyčná) již nejméně od poloviny 19. století. Chráněná krajinná oblast zde byla zřízena výnosem Ministerstva kultury ČSR č.j. 6.070/76 ze dne 19. března 1976, s účinností od 12. dubna 1976. Spravované území se rozprostíralo na území tří krajů a několika okresů, zejména Mělník a Česká Lípa. Původní CHKO Kokořínsko se skládala ze dvou oblastí – kokořínské a vlhošťské.
Správa Chráněné krajinné oblasti Kokořínsko při svém založení sídlila na zámku Mělník a dislokované pracoviště měla v Holanech u Zahrádek v okrese Česká Lípa. Nyní (2021) sídlí ve městě Mělník, adresa je Česká 149, 276 01 Mělník. Město Mělník samotné ovšem leží již vně území CHKO, asi 7 km od její hranice. Pobočka je umístěna Doksech.

## Rozšíření v roce 2014
Od listopadu 2009 Správa CHKO Kokořínsko a Ministerstvo životního prostředí ČR předjednávaly s obcemi záměr rozšíření CHKO z 272 km² na cca 420 km², o jihozápadní část Českolipska od Novozámeckého rybníka u obce Zahrádky až k Bělé pod Bezdězem, včetně části bývalého vojenského prostoru Ralsko. Jako hlavní důvod je uváděn výskyt mnoha vzácných druhů živočichů a rostlin. Proti záměru se na podzim 2009 kvůli komplikacím a omezením, které by to znamenalo pro rozvoj území, postavily Zákupy a Doksy, starosta Ralska se vyjádřil vstřícněji. V listopadu 2009 ministerstvo předpokládalo vyhlášení změny do konce roku 2010. Zastupitelstva obcí Doksy, Mimoň a Zákupy přijala v roce 2010 zamítavá stanoviska, Ralsko mělo dílčí připomínky, například vyloučení sídliště z CHKO. Starosta Doks nevyloučil, že by zastupitelstvo s rozšířením souhlasilo, pokud by dostalo záruky, že rozšíření neuškodí rekreačnímu provozu na Máchově jezeře a místním podnikatelům. Starostka Zákup mezi hlavními námitkami uvedla zvýšení byrokratické zátěže pro obyvatele například při stavebních úpravách domů. Negativní stanovisko vyjádřily i obce Jestřebí a Bělá pod Bezdězem. Zahrádky nesouhlasily proto, že v části Karasy je uvažováno s výstavbou rodinných domů. Jednání s nesouhlasícími obcemi většinou skončila kompromisem, například přeřazením některých území (např. Máchova jezera s plážemi) do nižšího pásma ochrany nebo vyjmutím z navrhovaného CHKO. Jestřebí mělo podmínku, aby ochranáři vyčistili Robečský potok a vyjmuli z ochrany území pro silniční obchvat do Provodína. V červnu 2011 ministerstvo psalo o záměru rozšíření o části Středočeského a Libereckého kraje o rozloze 139 km², přičemž ministr Tomáš Chalupa prohlásil, že záměr má jeho podporu i podporu většiny ze starostů obcí Ralsko, Doksy, Mimoň, Česká Lípa, Bělá pod Bezdězem, Bezděz, Provodín, Jestřebí a Zahrádky, s nimiž se ministr setkal.
Rozšíření bylo schválenou vládou 9. dubna 2014 s účinností od 1. září 2014, chráněná krajinná oblast se od té doby jmenuje Kokořínsko – Máchův kraj.

## Chráněná území
V době svého založení (1976) pečovala správa chráněné krajinné oblasti o dvě maloplošná chráněná území – státní přírodní rezervaci Kokořínský důl a chráněný přírodní výtvor Špičák u Střezivojic – a o naučnou stezku Kokořínská rokle. Postupem času byla řada přírodně cenných míst chráněna jako maloplošná chráněná území.

### Národní přírodní rezervace
- Břehyně – Pecopala – Břehyňský rybník s mokřady a kopec Pecopala s Popelovým hřebenem a blízkými roklemi, okres Česká Lípa
- Novozámecký rybník, okres Česká Lípa
- Velký a Malý Bezděz, kopce, okres Česká Lípa

### Národní přírodní památky
- Jestřebské slatiny – slatinné biotopy v nivě Robečského potoka, okres Česká Lípa
- Swamp – rašeliniště u Máchova jezera, okres Česká Lípa

### Přírodní rezervace
- Hradčanské rybníky – čtyři rybníky s přilehlými mokřady, loukami a lesy, okres Česká Lípa
- Kokořínský důl – jedno z největších maloplošných chráněných území v ČR, které tvoří jádro CHKO, okresy Mělník a Česká Lípa
- Mokřady dolní Liběchovky – okresy Mělník a Litoměřice
- Mokřady horní Liběchovky – okresy Mělník a Česká Lípa
- Kostelecké bory – okres Česká Lípa
- Vlhošť – okres Česká Lípa

Mokřady Liběchovky a Pšovky jsou zapsány na seznam mezinárodně chráněných mokřadů podle Ramsarské úmluvy, Kostelecké bory jsou součástí EVL Roverské skály.

### Přírodní památky
- Černý důl – u Housky, okres Česká Lípa
- Deštenské pastviny – poblíž mokřadů horní Liběchovky, jihozápadně od Dubé, okres Česká Lípa
- Husa – severně od Kosteleckých borů, okres Česká Lípa
- Kamenný vrch u Křenova – poblíž mokřadů horní Liběchovky, jihovýchodně od Dubé, poblíž Velkého beškovského vrchu, okres Česká Lípa
- Martinské stěny – severně od Kosteleckých borů, okres Česká Lípa
- Mrzínov – v jižní části CHKO, nedaleko od vodní nádrže Lhotka, okres Mělník
- Na oboře – mezi Dolní Zimoří a Truskavnou, okres Mělník
- Okřešické louky – louky na území města Česká Lípa
- Osinalické bučiny – poblíž Medonos a údolí Liběchovky, okres Česká Lípa
- Pod Hvězdou – západně od Vlhoště, okres Česká Lípa
- Prameny Pšovky – u Tubože, okres Česká Lípa
- Provodínské kameny – čedičový suk Spící panna u Provodína, okres Česká Lípa
- Ronov – chráněné území na vrchu Ronov v západní části CHKO, okres Česká Lípa
- Stráně Hlubokého dolu – u Tupadel, okres Mělník
- Stráně Truskavenského dolu – mezi Dolní Zimoří a Truskavnou, okres Mělník
- Stříbrný vrch – jihozápadně od Vlhoště, okres Česká Lípa
- Špičák u Střezivojic – asi 4 km západně od Housky a 6 km jihojihozápadně od Dubé, okres Mělník
- Želízky – mezi Dolní Zimoří a Truskavnou, okres Mělník

### Maloplošná chráněná území mimo Kokořínsko
Některá území v péči správy chráněné krajinné oblasti leží mimo oblast Kokořínska, např. v okresech Nymburk a Kolín:
- Čtvrtě – prameniště Křinecké Blatnice u obce Mcely v okrese Nymburk
- Dlouhopolsko – louky, okres Nymburk
- Holý vrch – skalnatý hřeben a les u Lhotky u Mělníka v blízkosti CHKO Kokořínsko, okres Mělník
- Klokočka – les, okres Mladá Boleslav
- Kněžičky, stráň údolí Cidliny, okres Nymburk
- Kopičácký rybník – rybník, okres Nymburk
- Libický luh, lužní les Labe, okresy Kolín a Nymburk
- Peklo – údolí Robečského potoka, okres Česká Lípa
- Polabská černava, v údolí Pšovky u Mělnické Vrutice, okres Mělník
- Radouč – skály, okres Mladá Boleslav
- Rečkov – bažina, okres Mladá Boleslav
- Slatinná louka u Velenky – okres Nymburk
- V jezírkách – louky, okres Kolín

## Kulturní dědictví
Díky zachovalým stavbám lidové architektury získaly některé vesnice status vesnických památkových rezervací (Dobřeň, Olešno, Nosálov, Nové Osinalice, Lhota u Zátyní a Žďár), další mají status vesnických památkových zón (Brocno, Tubož, Bukovec, Střezivojice, Jestřebice, Vidim, Lobeč, Sitné). Ve městech Dubá na Českolipsku a Mšeno na Kokořínsku byly vyhlášeny městské památkové zóny.

## Dopravní obslužnost
Železniční tratě centrální částí Kokořínska neprocházejí. Po jižním okraji CHKO vedou Trať 076 z Mělníka do Mladé Boleslavi (turisticky zajímavé jsou stanice Lhotka u Mělníka, Nebužely a Mšeno) a trať 072 z Lysé nad Labem do Ústí nad Labem přes Liběchov a Štětí. Severním okrajem prochází Trať 087 z České Lípy do Lovosic (v blízkosti CHKO se nacházejí stanice Blíževedly, Kravaře v Čechách a Stvolínky). Mezi oběma částmi CHKO pak prochází Trať 080 mezi Českou Lípou a Mladou Boleslaví. Po části severní hranice oblasti pak vede Trať 086 z České Lípy do Liberce.
Kokořínskem prochází silnice I/9 z Prahy na sever přes Mělník a Dubou na Českou Lípu. Mezi oběma části CHKO probíhá silnice I/38 mezi Mladou Boleslaví a Jestřebím, kde se napojuje na výše zmíněnou silnici I/9. Po východním okraji CHKO vede silnice II/273 ve směru Mělník – Mšeno – Doksy, ve Mšeně z ní odbočuje silnice II/259 na Dubou. U Dubé je CHKO přeťata západovýchodním směrem silnicí II/260 od Ústí nad Labem (Úštěk – Tuhaň – Dubá) Z dubé pak v témž směru pokračuje silnice II/270 na Doksy, odkud dále vede na Mimoň a tím protíná část CHKO Máchův Kraj. Silnice 260 z jihozápadní strany lemuje i severní část CHKO a v Tuhani se k ní připojuje silnice II/269, která oblast napojuje na Litoměřice a Lovosice. Na severu mezi Kokořínském a Českým středohořím souběžně s železniční tratí 087 prochází i silnice I/15 Litoměřice – Zahrádky. Ze silnic III. třídy stojí za zmínku především silnice III/25931 ze Lhotky u Mělníka Kokořínským dolem kolem hradu Kokořín a přes Vojtěchov do Mšena-Ráje.
Meziměstské autobusy na trase silnice č. 9 (Liběchov, Želízy, Tupadly, Medonosy, Dubá) projíždějí poměrně často, ne všechny však v menších obcích po trase zastavují. Celkem dobré meziměstské autobusové i železniční spojení s Mělníkem a Mladou Boleslaví má město Mšeno, přes krajskou hranici mezi Mšenem a Dubou (silnice II/259) však veřejná doprava prakticky neexistuje. Místní spoje do větších obcí na Kokořínsku fungují dobře ve všední dny. V oblasti Mšenska a Kokořínska zajišťuje místní obslužnost převážně v pracovních dnech minibusové linky dopravce Kokořínský SOK, vlastněného svazkem obcí.

## Galerie

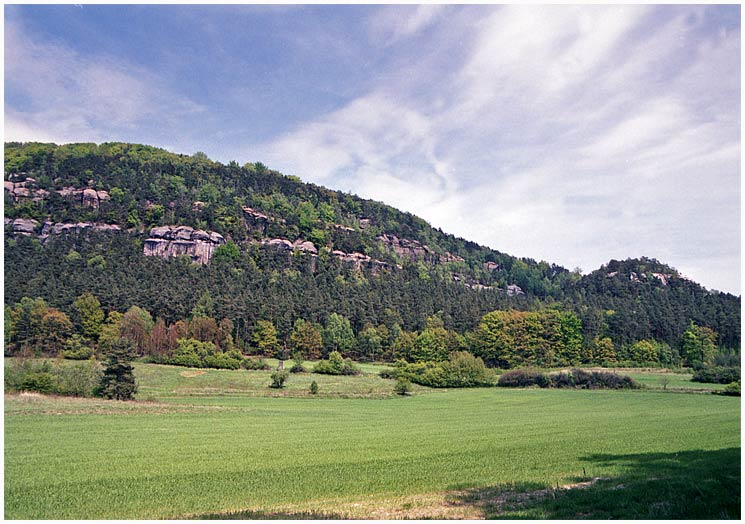
Pískovcové skály okolo Vlhoště
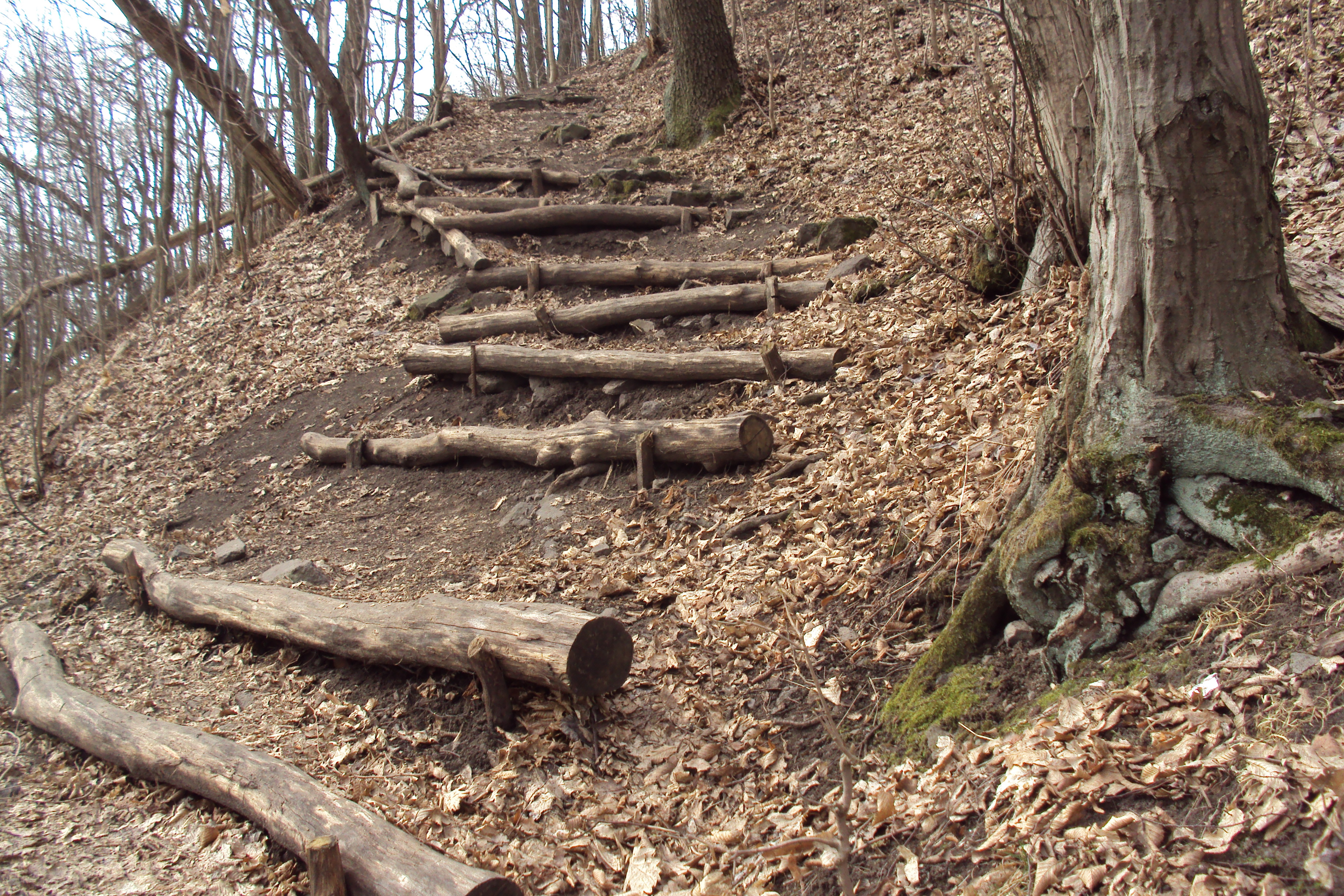
Cesta na Ronov
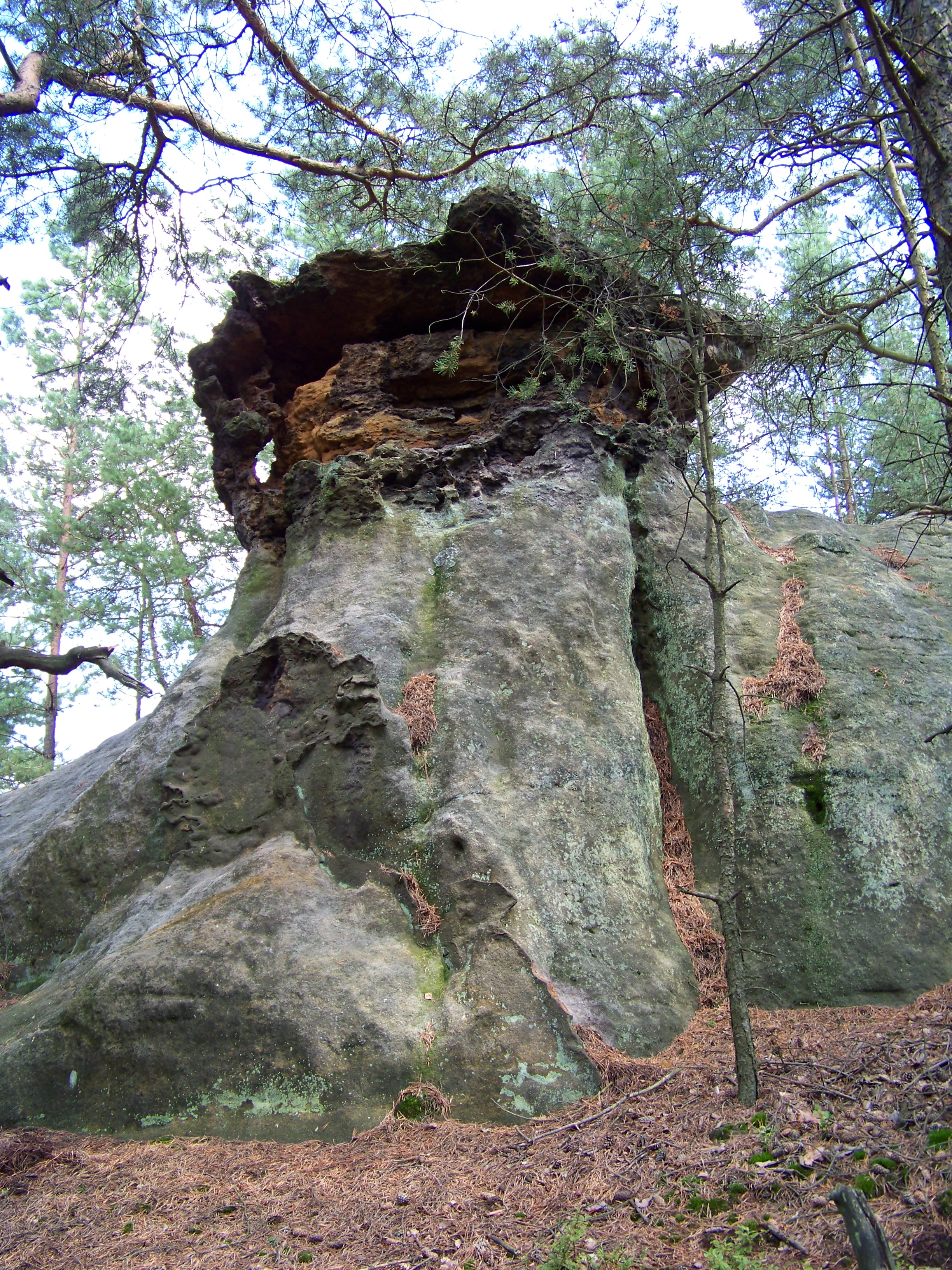
Skalní útvar Husa
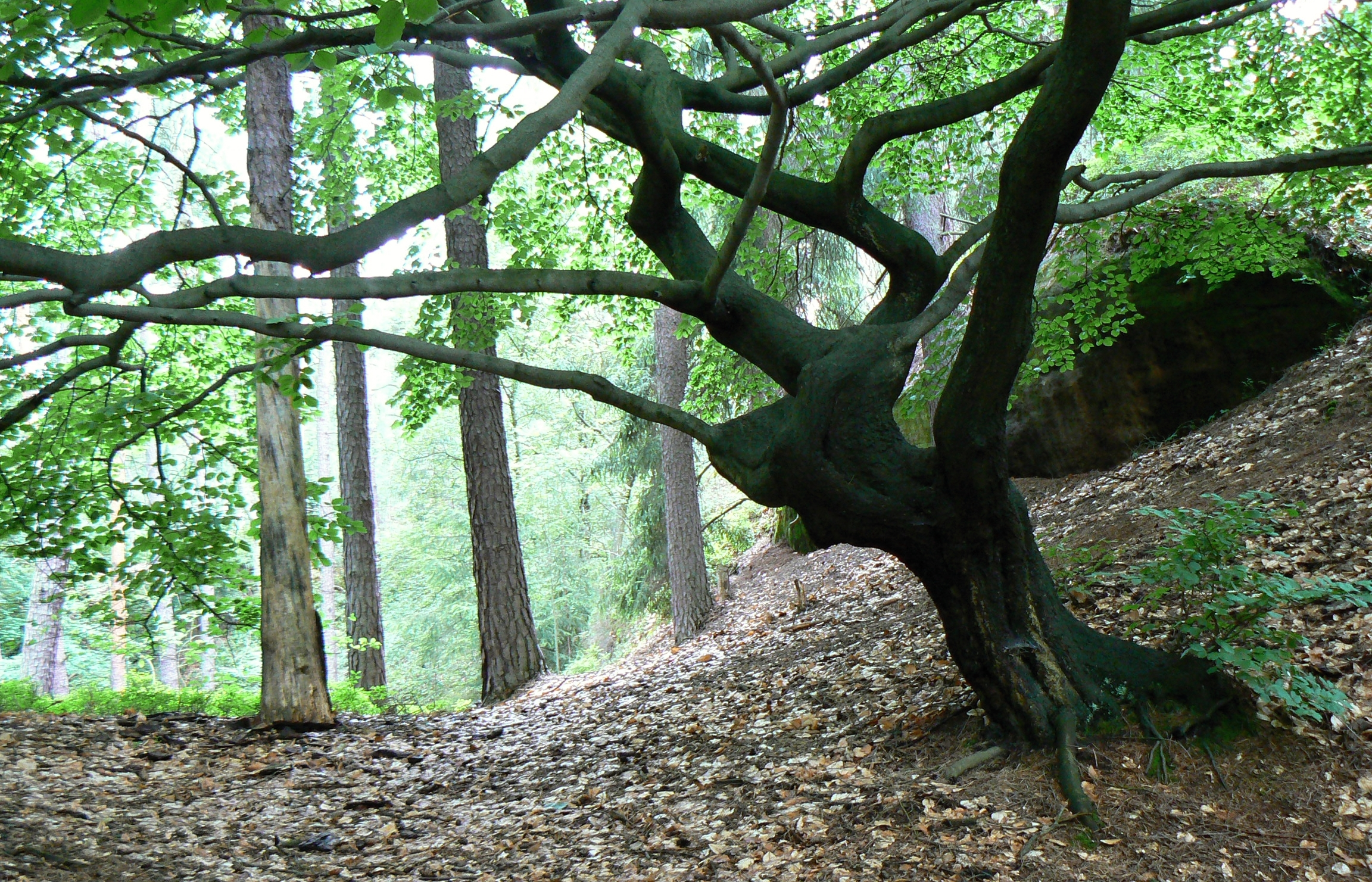
Les na Kokořínsku
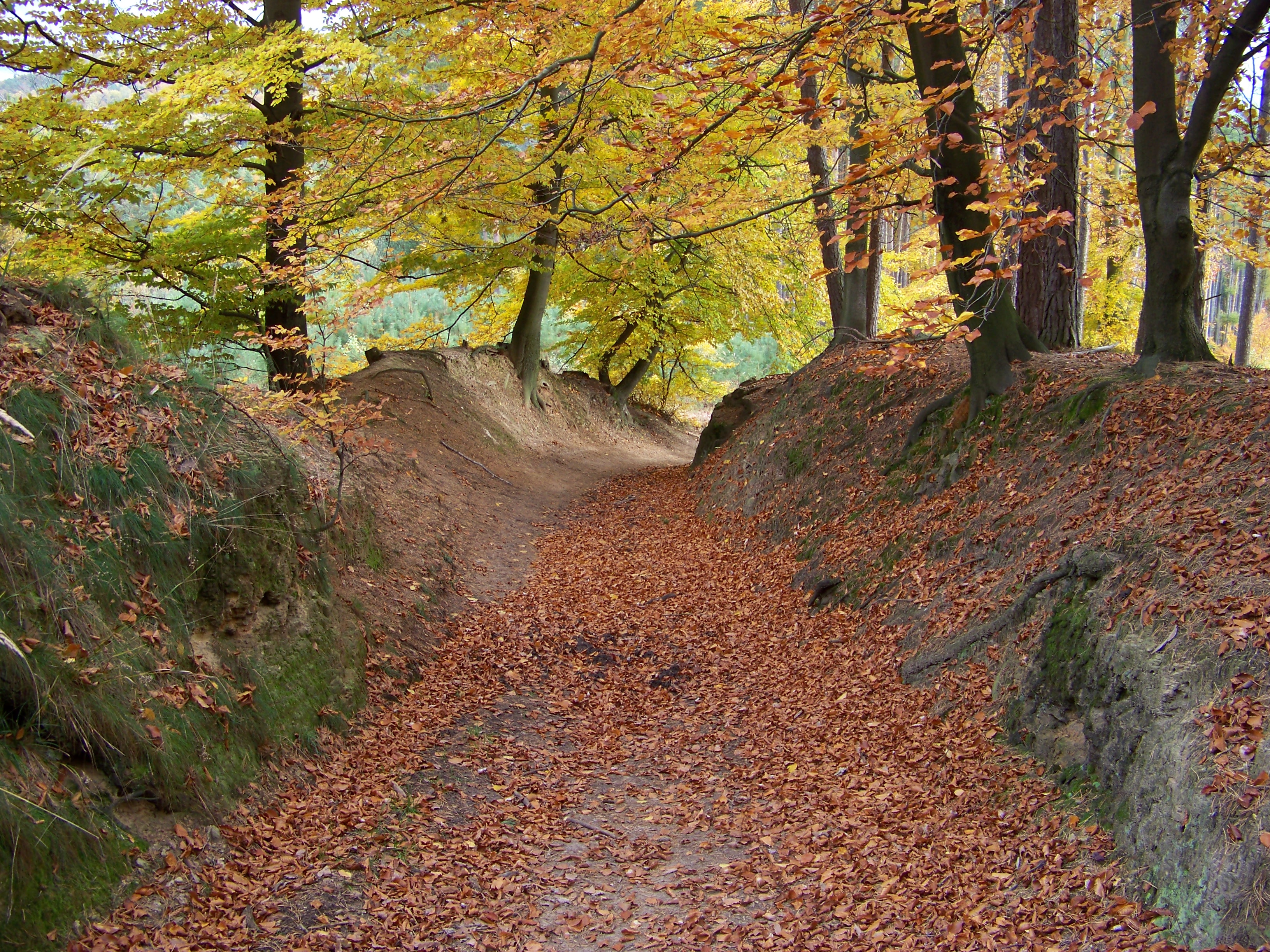
Úvozová cesta na Uhelný vrch
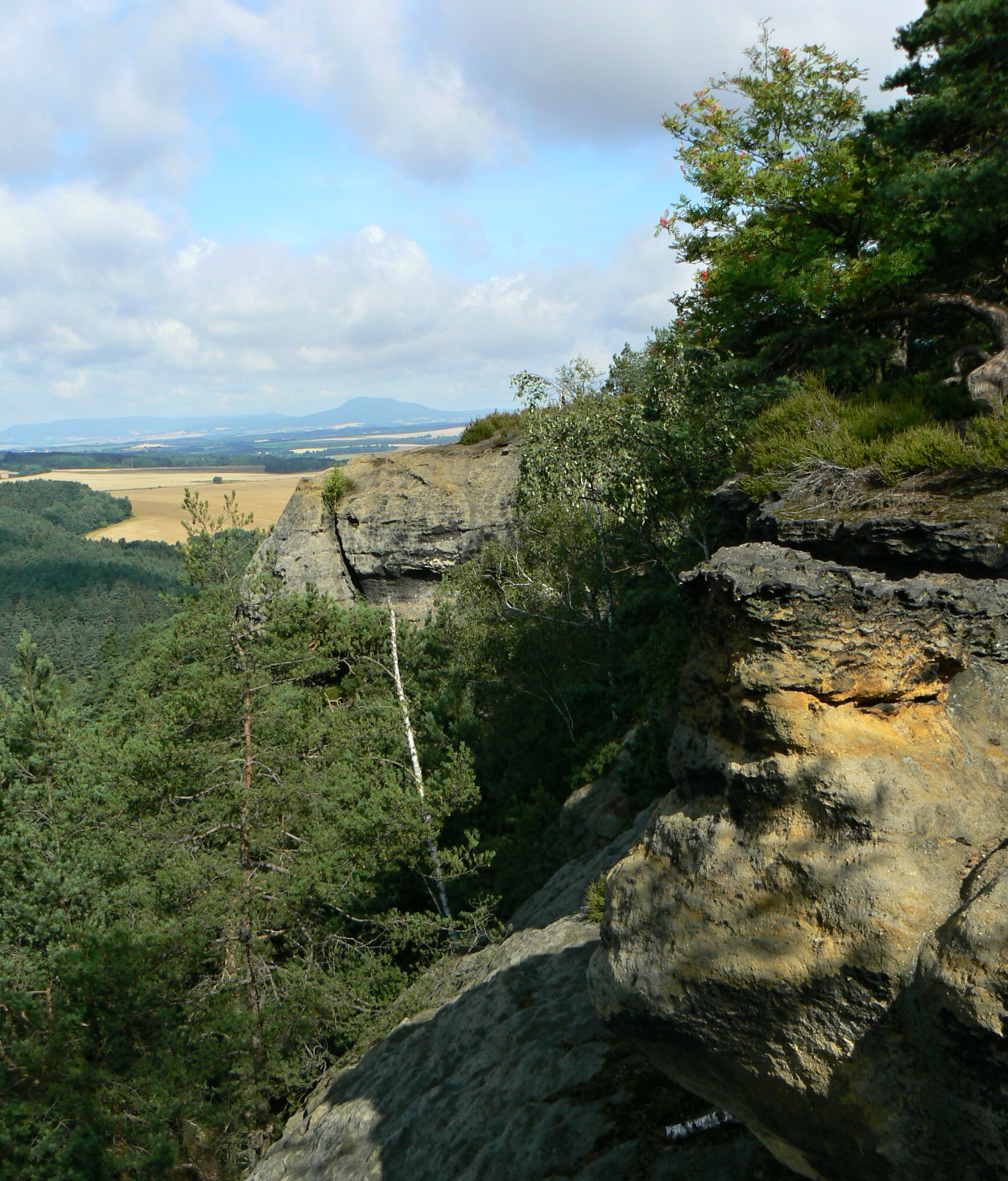
Okraj pískovcových skal nedaleko od Zakšína
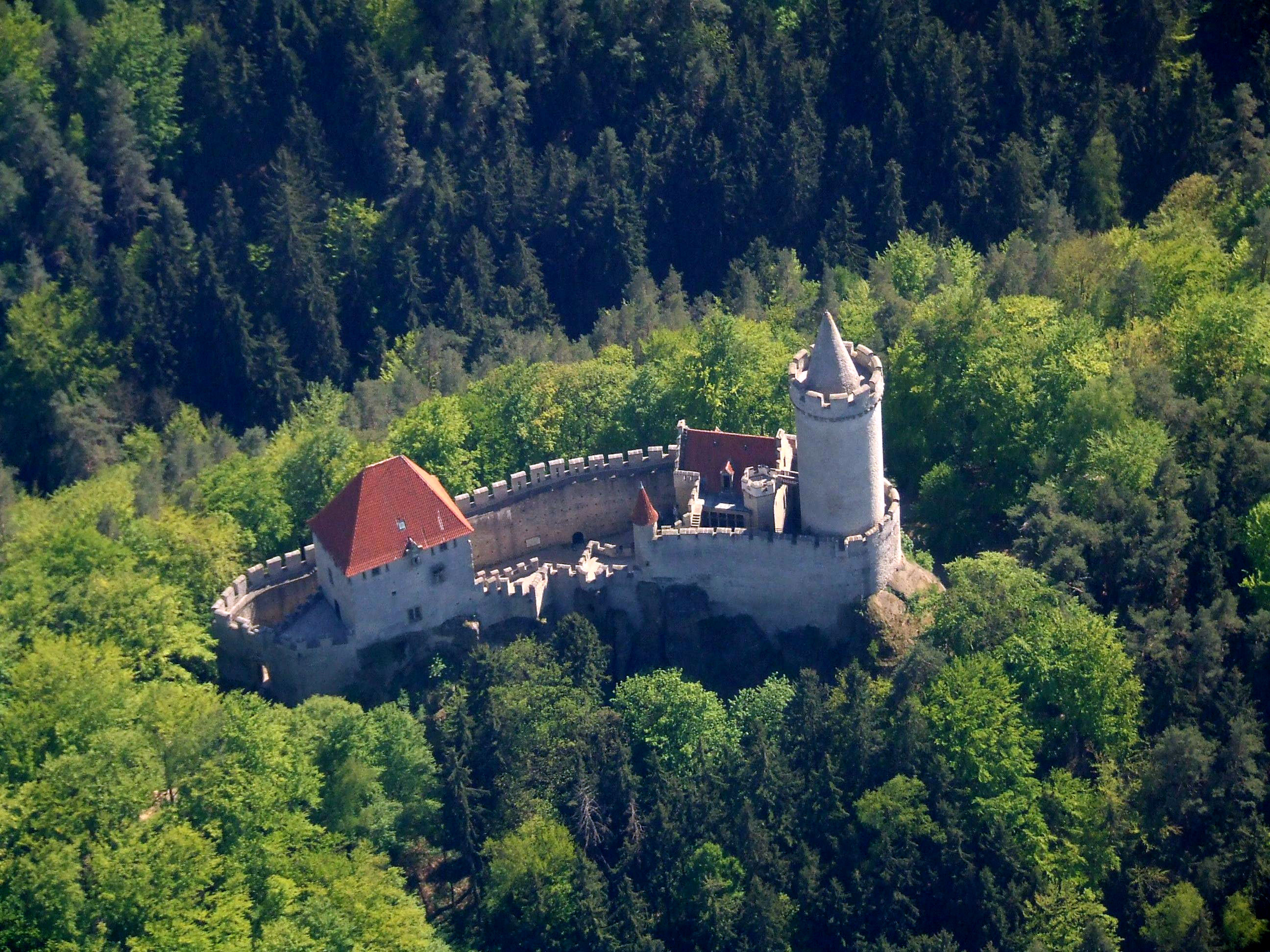
Letecký snímek hradu Kokořín
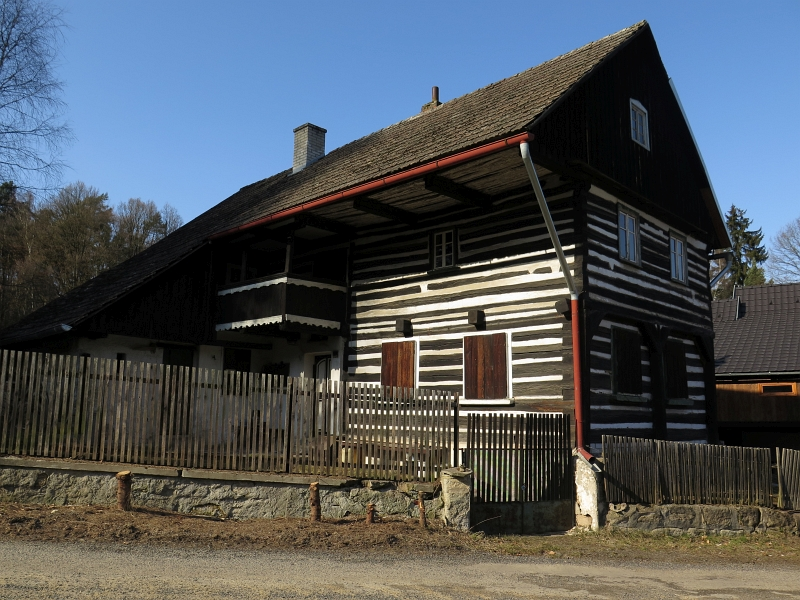
Roubený podstávkový dům ve Lhotě u Dubé
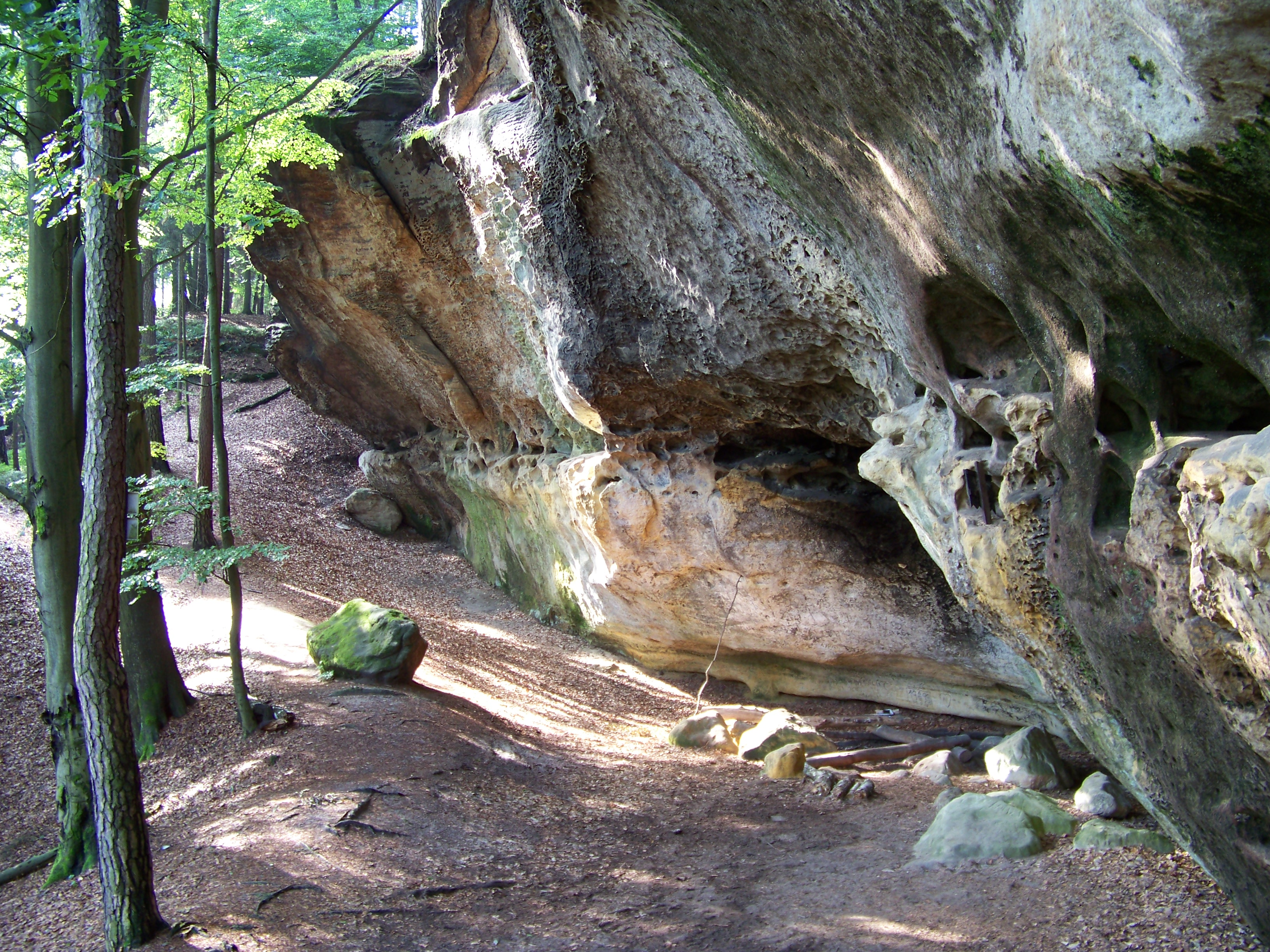
Pískovcový převis Krápník
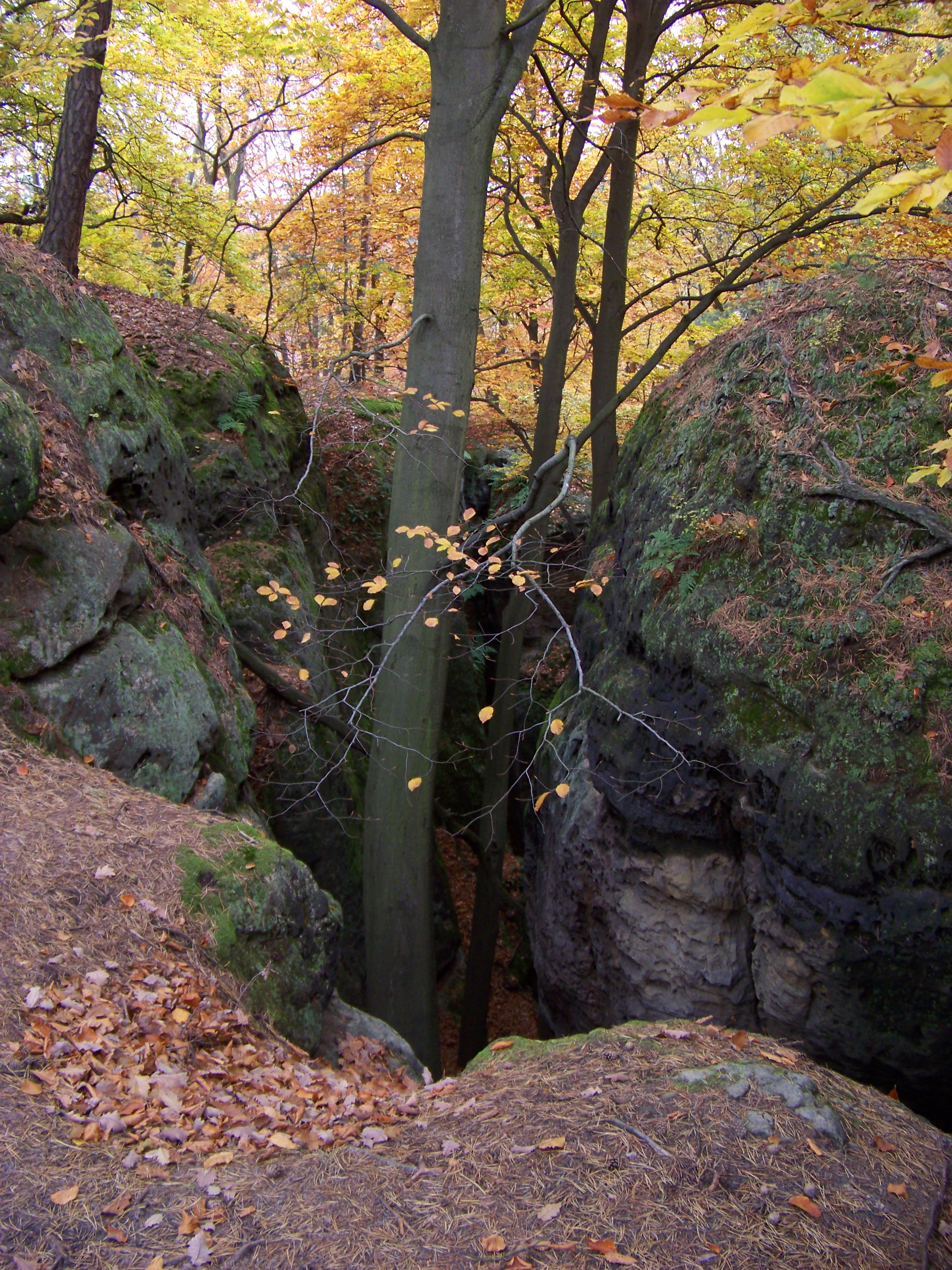
Cinibulkova stezka
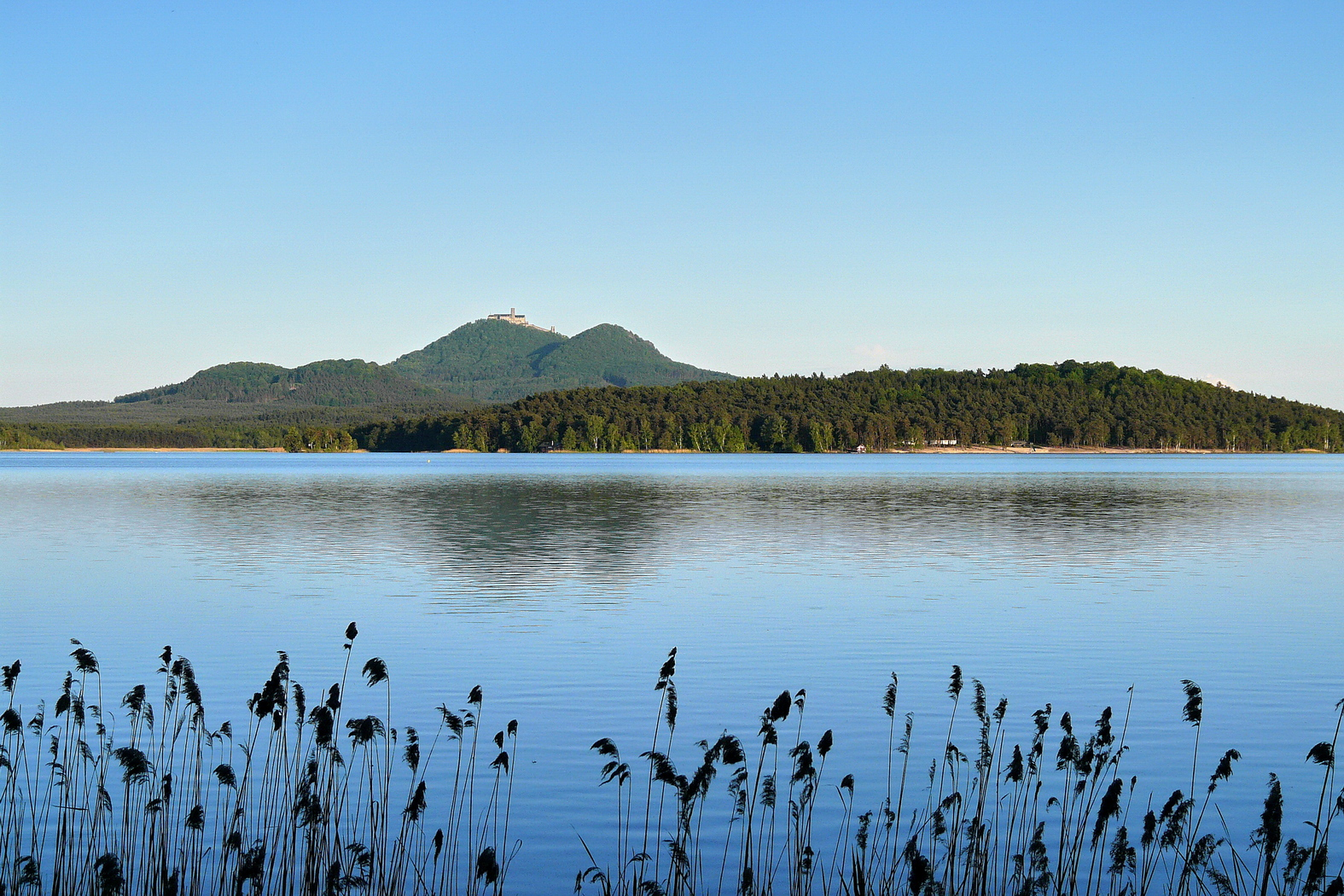
Máchovo jezero, v pozadí Bezděz
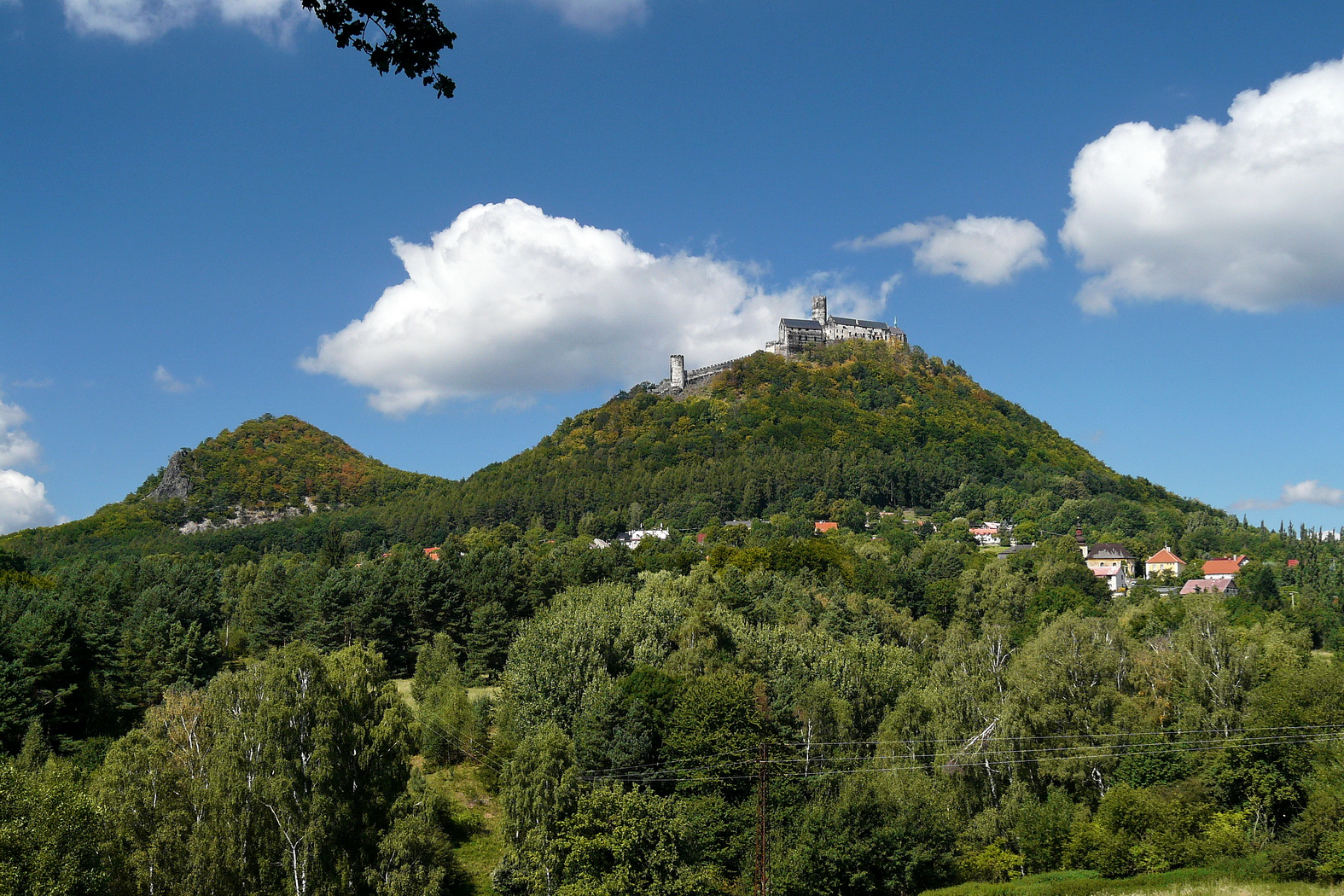
Bezděz a Malý Bezděz
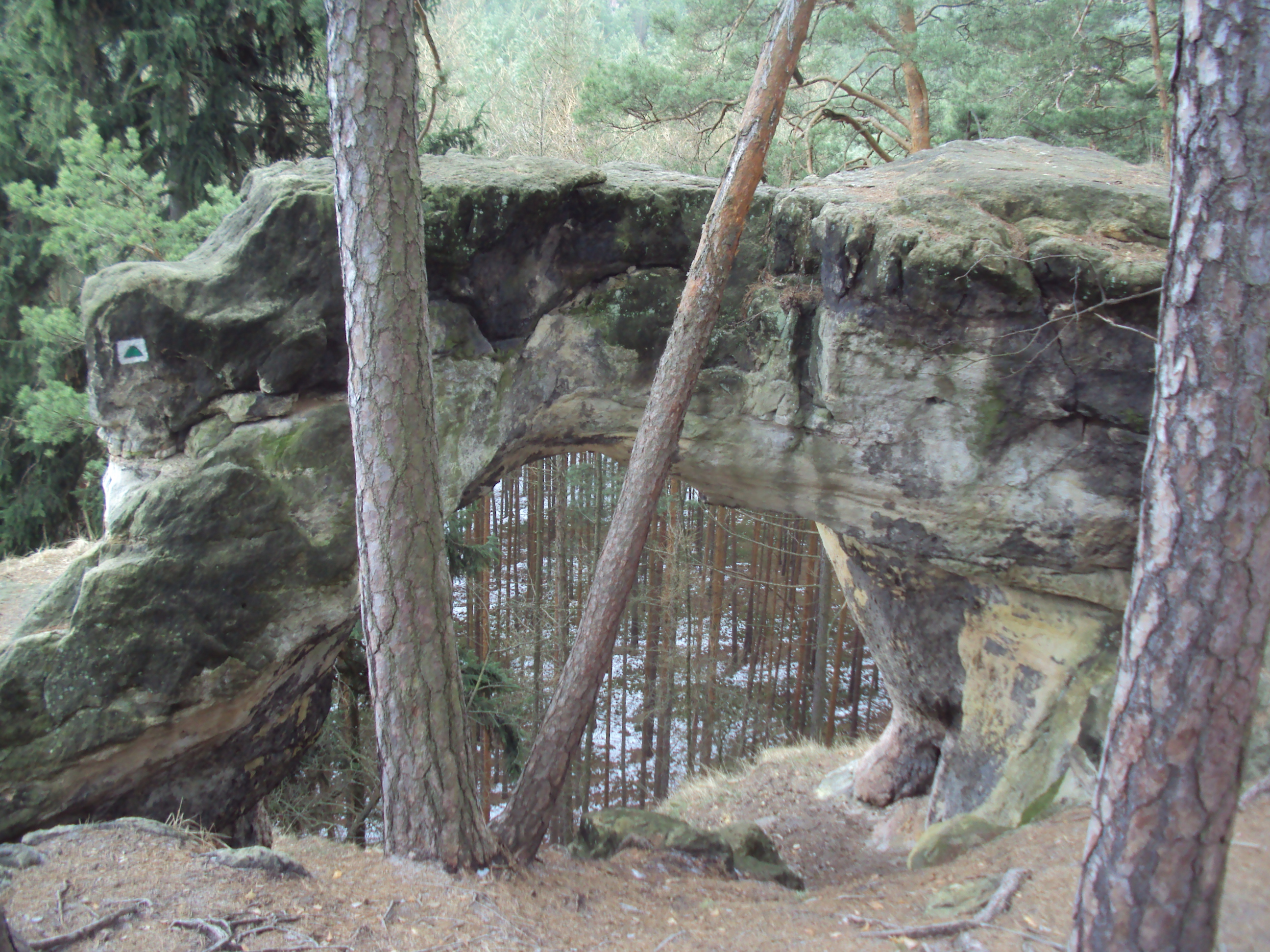
Skalní brána v Hradčanských stěnách
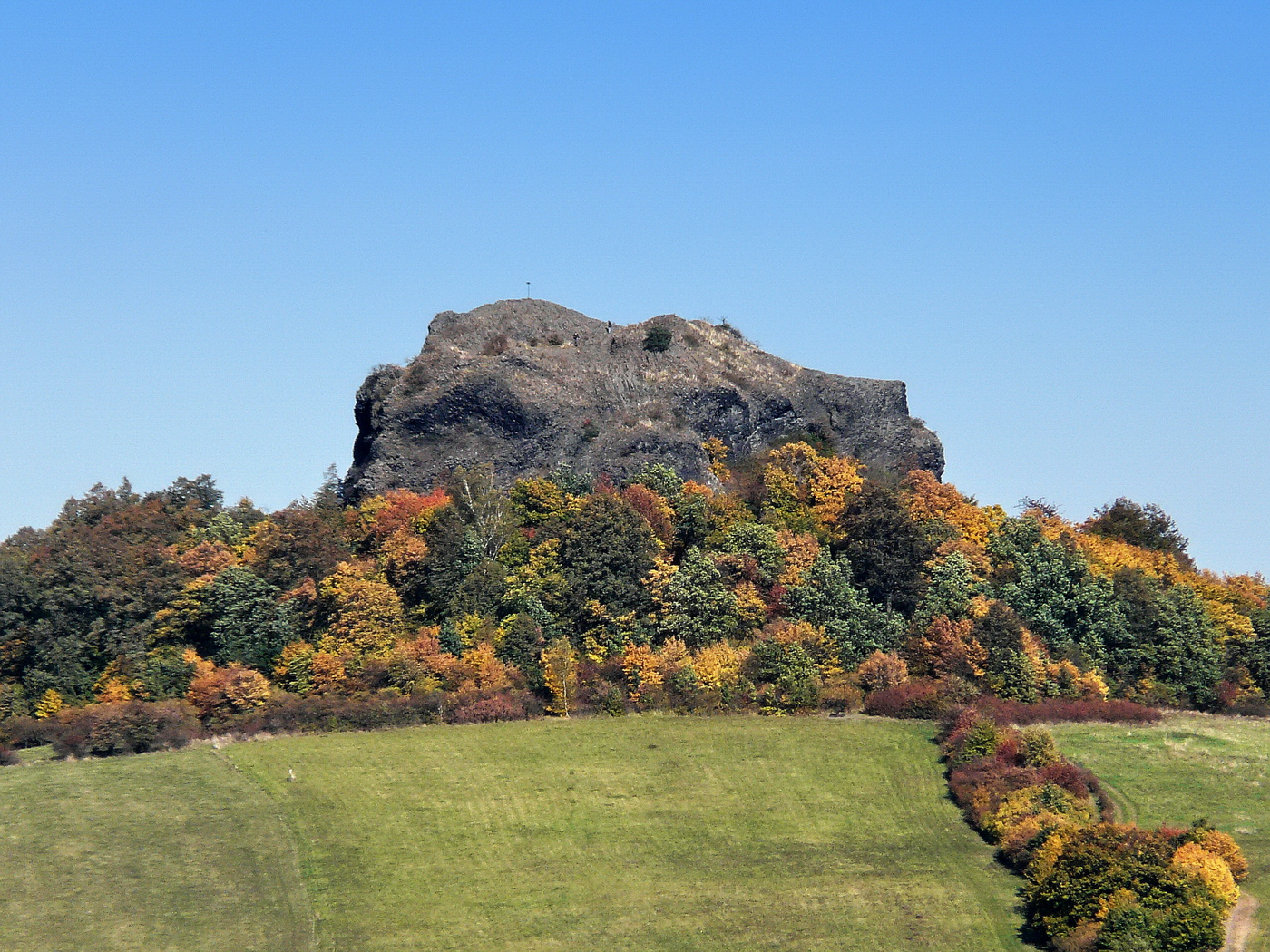
Spící panna u Provodína
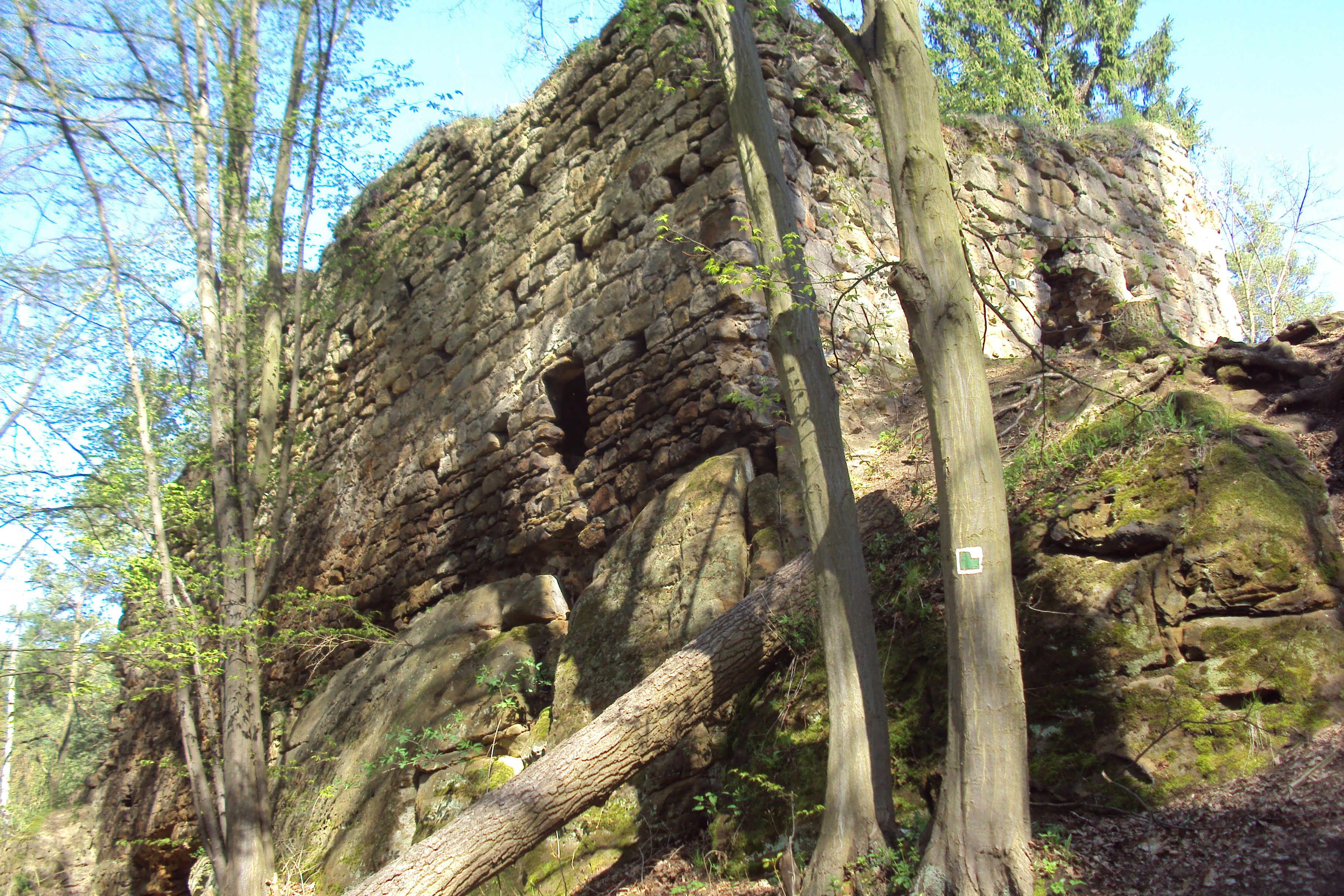
Chudý hrádek
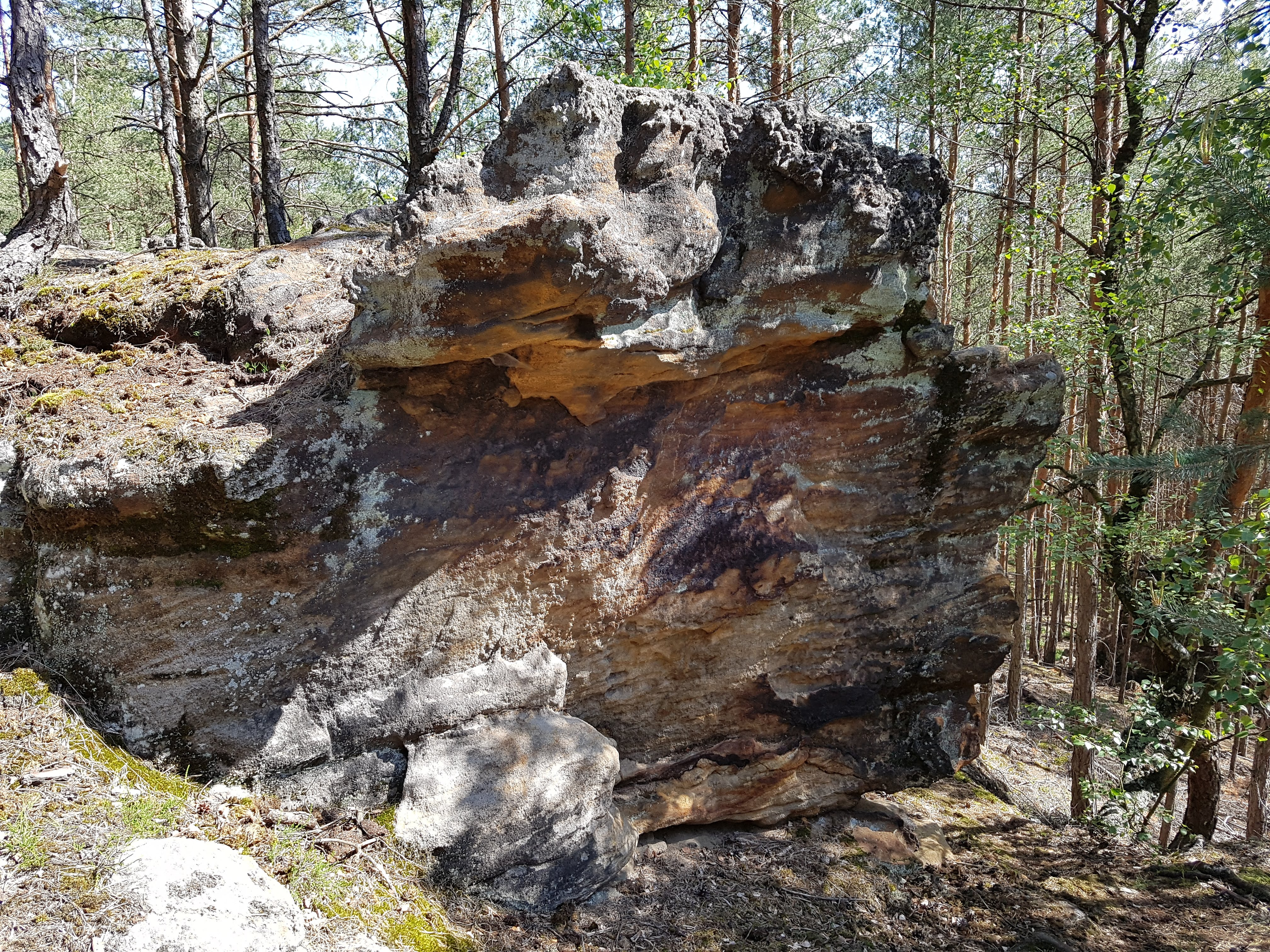
Skály na vrchu Víšek v Ralsku
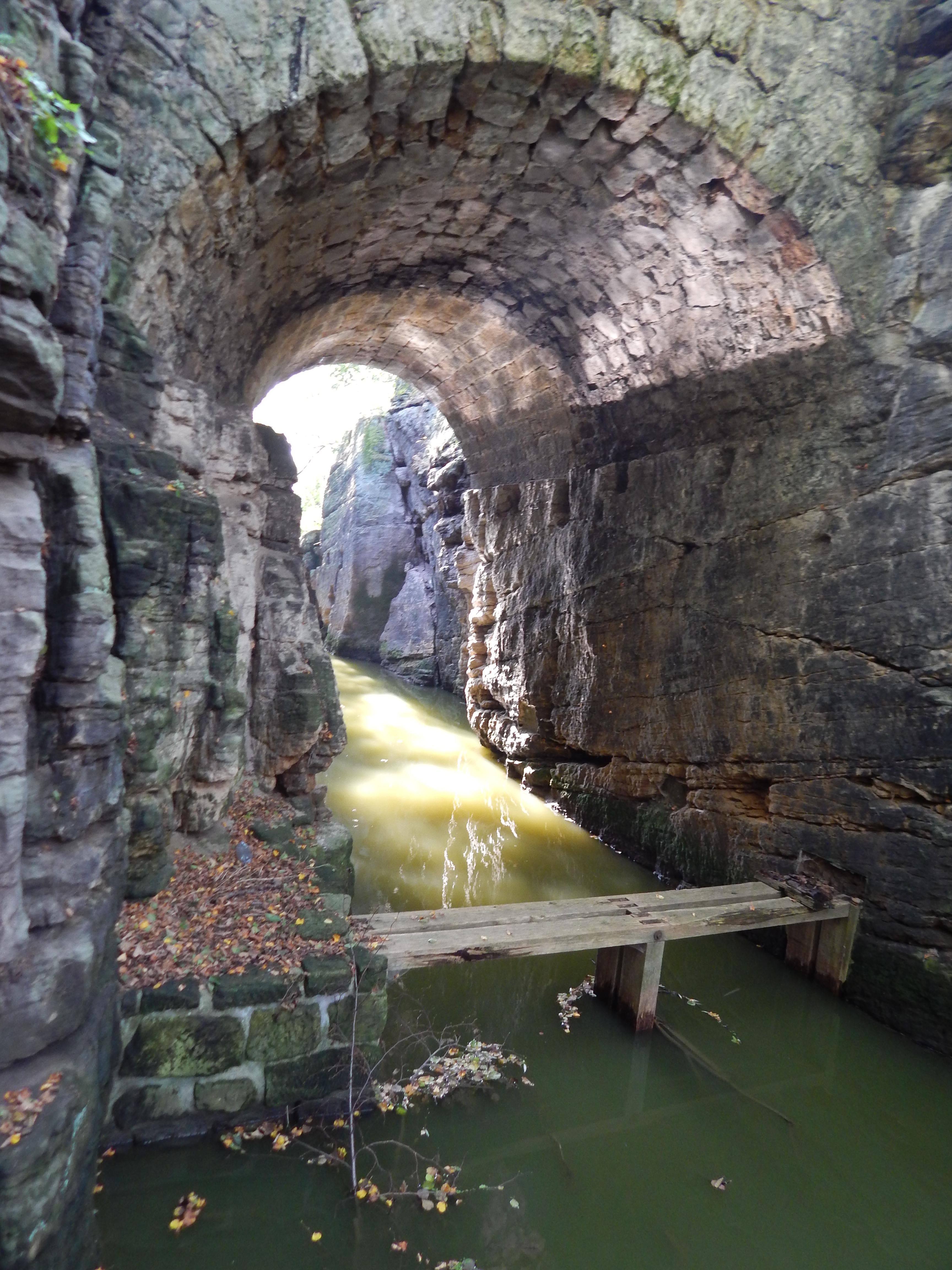
Mnichovská průrva u Novozámeckého rybníka
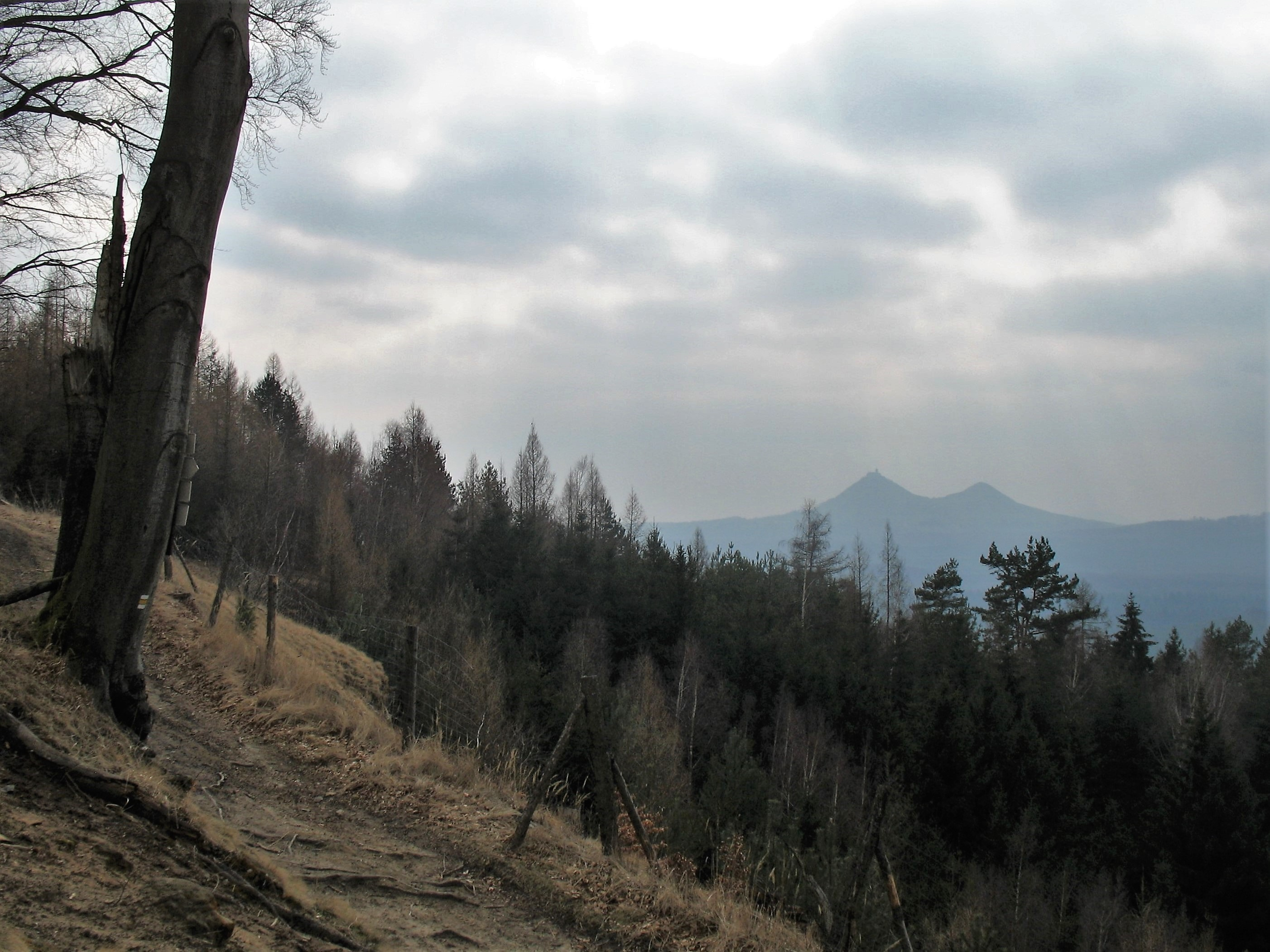
Pohled na Bezděz z Velké Bukové
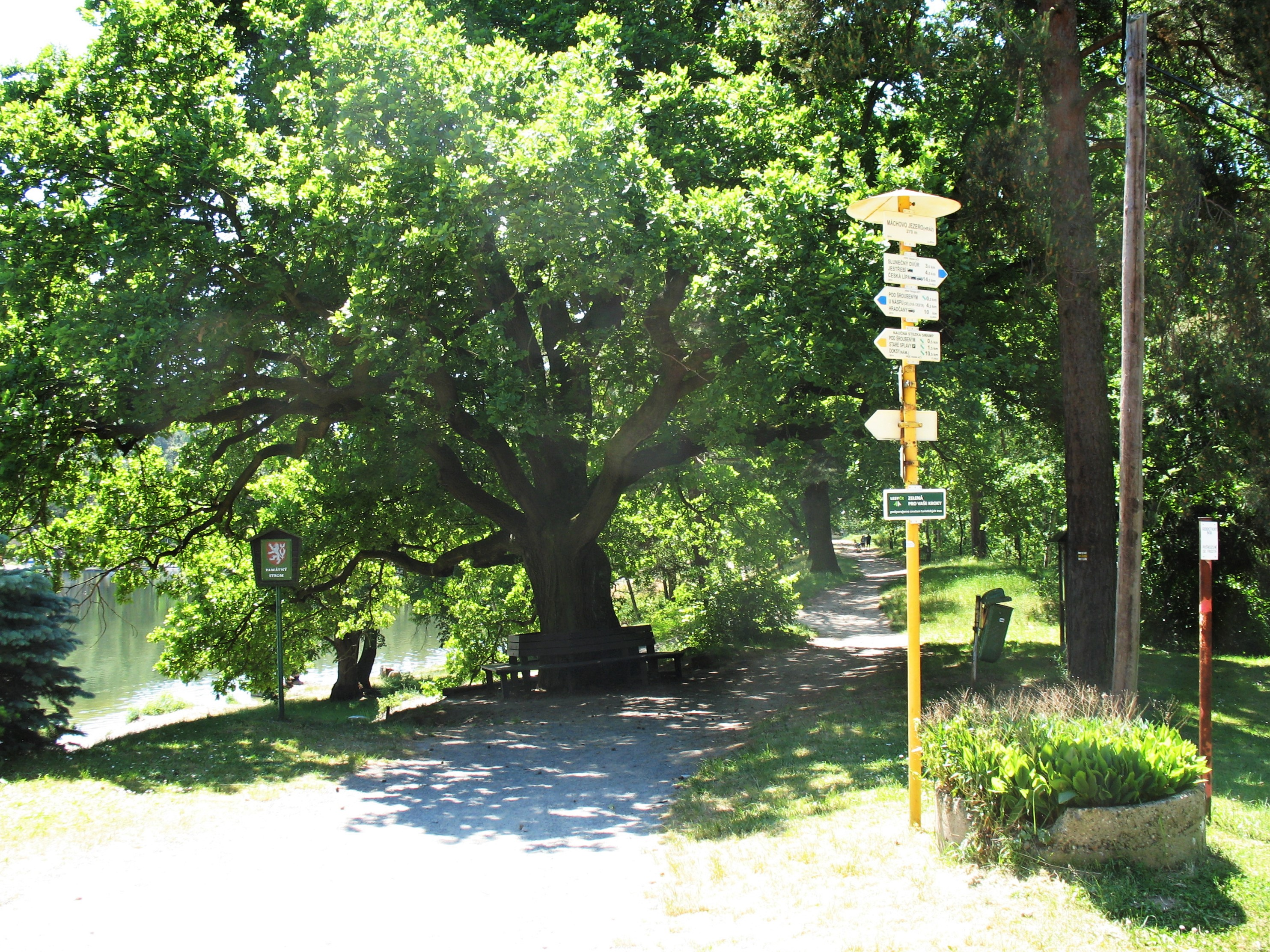
Chráněný dub letní na hrázi Máchova jezera
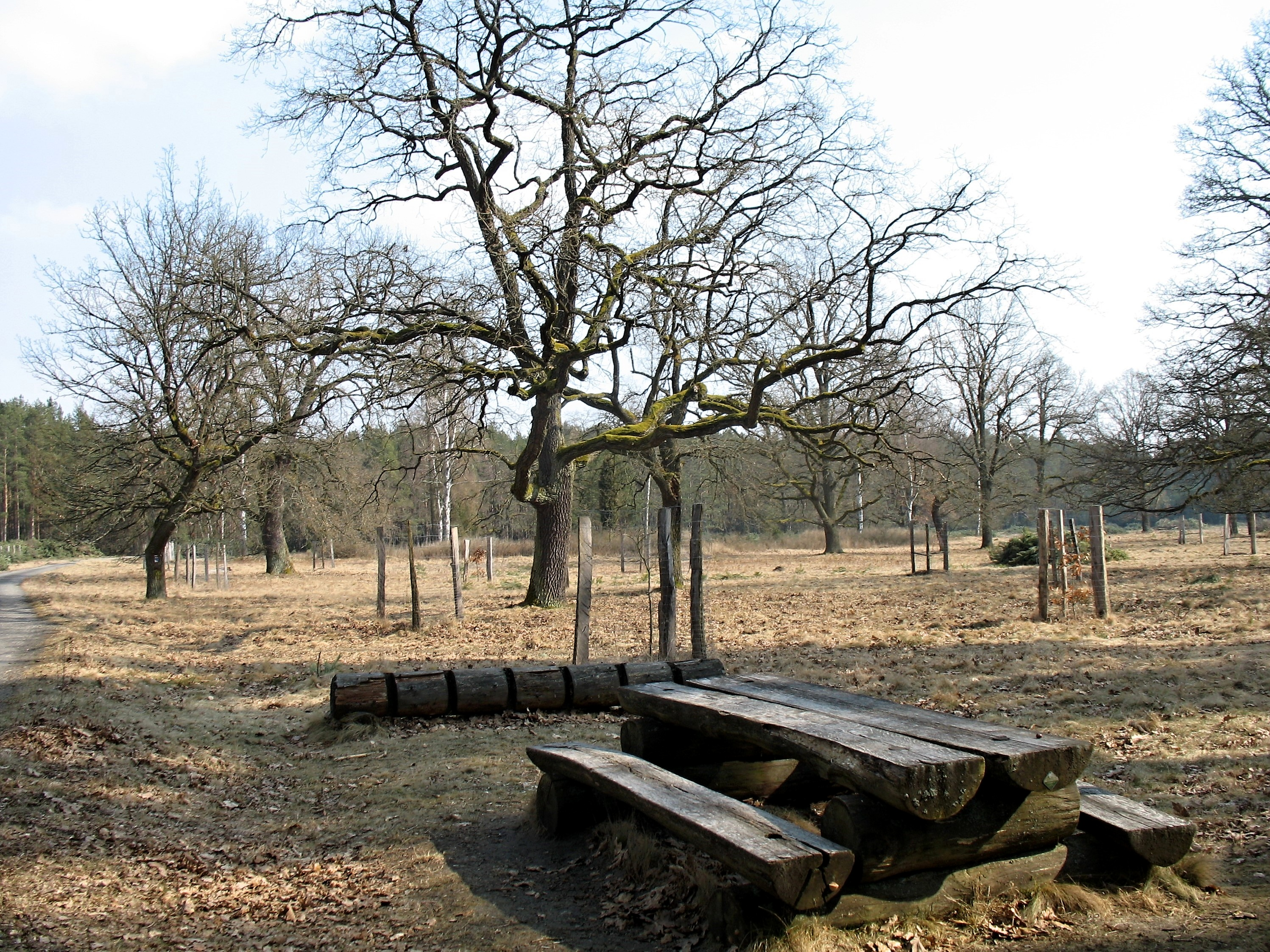
Zaniklá ves Strážov v Ralsku
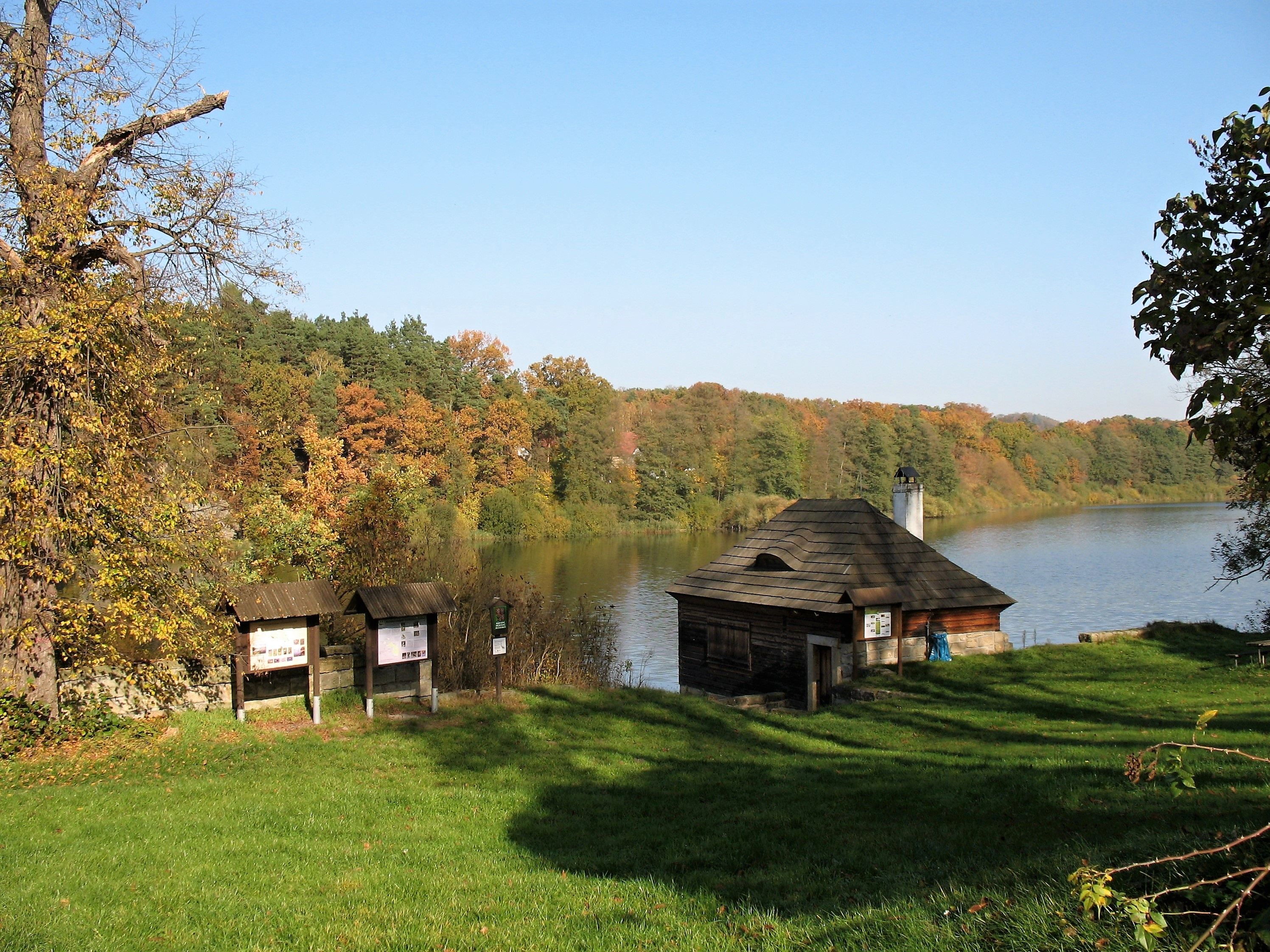
Novozámecký rybník u Zahrádek